# Django (film 2017)
Django è un film del 2017 diretto da Étienne Comar.
I protagonisti della pellicola sono Reda Kateb e Cécile de France.
Basato sul romanzo del 2013 Folles de Django di Alexis Salatko, il film racconta la vita del chitarrista jazz belga Django Reinhardt concentrandosi sul periodo della seconda guerra mondiale, quando tentò di riparare in Svizzera per sfuggire alla persecuzione nazista dei Sinti, etnia alla quale apparteneva.
Il 9 febbraio 2017 è stato il film di apertura della 67ª edizione del Festival internazionale del cinema di Berlino.

## Trama
Parigi 1943, durante l'occupazione nazista. Django Reinhardt è al culmine della sua carriera di compositore e chitarrista jazz e ogni notte la capitale è attratta dalla sua musica. Convinto che le sue origini Sinti non possano prevalere sulla sua notorietà, il musicista si sente al sicuro dalle persecuzioni che stanno decimando la sua gente in tutta Europa. Quando il Ministero della propaganda tedesco gli chiede di andare a Berlino per una serie di concerti, Django avverte il pericolo imminente e decide di trovare riparo in Svizzera con la madre e la moglie Naguine, grazie anche all'aiuto della sua amante Louise de Klerk. La fuga si rivela più complicata del previsto e i tre si ritrovano nel vortice della seconda guerra mondiale.

## Produzione
Il film è stato girato nel dipartimento dell'Alta Savoia, tra i comuni di Thonon-les-Bains, Neuvecelle, Talloires e Lugrin.

## Colonna sonora
La colonna sonora del film, pubblicata nel 2017 dall'etichetta Impulse! Records, include principalmente brani composti da Django Reinhardt ed eseguiti dal Rosenberg Trio, jazz band olandese formata da Stochelo (chitarra solista), Nous'che (chitarra ritmica) e Nonnie Rosenberg (contrabbasso). Tra gli altri musicisti che hanno collaborato ci sono Claude Tissendier al clarinetto, Costel Nitescu al violino e Yoann Serra alla batteria.
Oltre ai brani di Reinhardt, tra cui una versione di Messe eseguita all'organo da Thomas Ospital, la colonna sonora comprende Hommage aux Anciens, eseguita da Hono Winterstein e Timbo Mehrstein, e la composizione orchestrale Lacrimosa Song scritta dal regista del film con il musicista e compositore australiano Warren Ellis.

### Tracce
1. Les Yeux noirs (tradizionale) – 2:12
2. Vendredi 13 (D. Reinhardt) – 3:03
3. Nuages (D. Reinhardt) – 3:40
4. Blues Clair (D. Reinhardt) – 2:41
5. Mer Ham Sinti (Stochelo Rosenberg) – 2:47
6. Mélodie au Crépuscule (D. Reinhardt, Lawrence Riesner) – 2:48
7. Hommage aux Anciens (Etienne Mehtstein, Paul Winterstein) – 2:41
8. Métro Abbesses (S. Rosenberg) – 2:07
9. Monsieur Hoffmann (S. Rosenberg) – 1:23
10. Blues en Mineur (D. Reinhardt, Stéphane Grappelli) – 4:14
11. Belleville (D. Reinhardt, S. Grappelli) – 3:28
12. Manoir de mes Rêves (D. Reinhardt) – 3:21
13. Minor Swing (D. Reinhardt, S. Grappelli) – 3:58
14. Marseillaise Improvisation (tradizionale) – 0:52
15. Tears (D. Reinhardt, S. Grappelli) – 1:47
16. La Messe de Django (D. Reinhardt) – 0:44
17. Lacrimosa Song (Étienne Comar, Warren Ellis) – 7:57

## Distribuzione
Dopo l'anteprima al Festival di Berlino, il film è stato distribuito in Francia a partire dal 3 aprile 2017. In seguito ha partecipato ad altre manifestazioni internazionali, tra cui il Jecheon International Music & Film Festival (10 agosto), il Philadelphia Film Festival (25 ottobre) e il Most - Festival Internacional de Cine del Vino y el Cava di Barcellona (10 novembre).

### Date di uscita
- Francia (Django) - 3 aprile 2017
- Paesi Bassi (Django) - 4 maggio 2017
- Croazia (Django) - 29 giugno 2017
- Portogallo (Melodias de Django) - 12 ottobre 2017
- Germania (Django - Ein Leben für die Musik) - 26 ottobre 2017
- Svezia (Django) - 3 novembre 2017
- Ungheria (Django) - 9 novembre 2017
- Spagna (Django) - 24 novembre 2017
- Giappone (Django) - 25 novembre 2017
- Grecia (Τζάνγκο, ο βασιλιάς του σουίνγκ) - 21 dicembre 2017
- USA (Django) - 5 gennaio 2018
- Austria (Django - Ein Leben für die Musik) - 12 gennaio 2018
- Danimarca (Django: The King of Swing) - 15 febbraio 2018
- Corea del Sud (Django) - 1 marzo 2018

## Accoglienza

### Incassi
Negli Stati Uniti, dove ha avuto una distribuzione limitata, il film ha incassato complessivamente poco più di 56.000 dollari.

### Critica
Il sito Rotten Tomatoes riporta il 57% di recensioni professionali con giudizio positivo e un voto medio di 5,7 su 10, mentre il sito Metacritic assegna al film un punteggio di 49 su 100 basato su 13 recensioni.

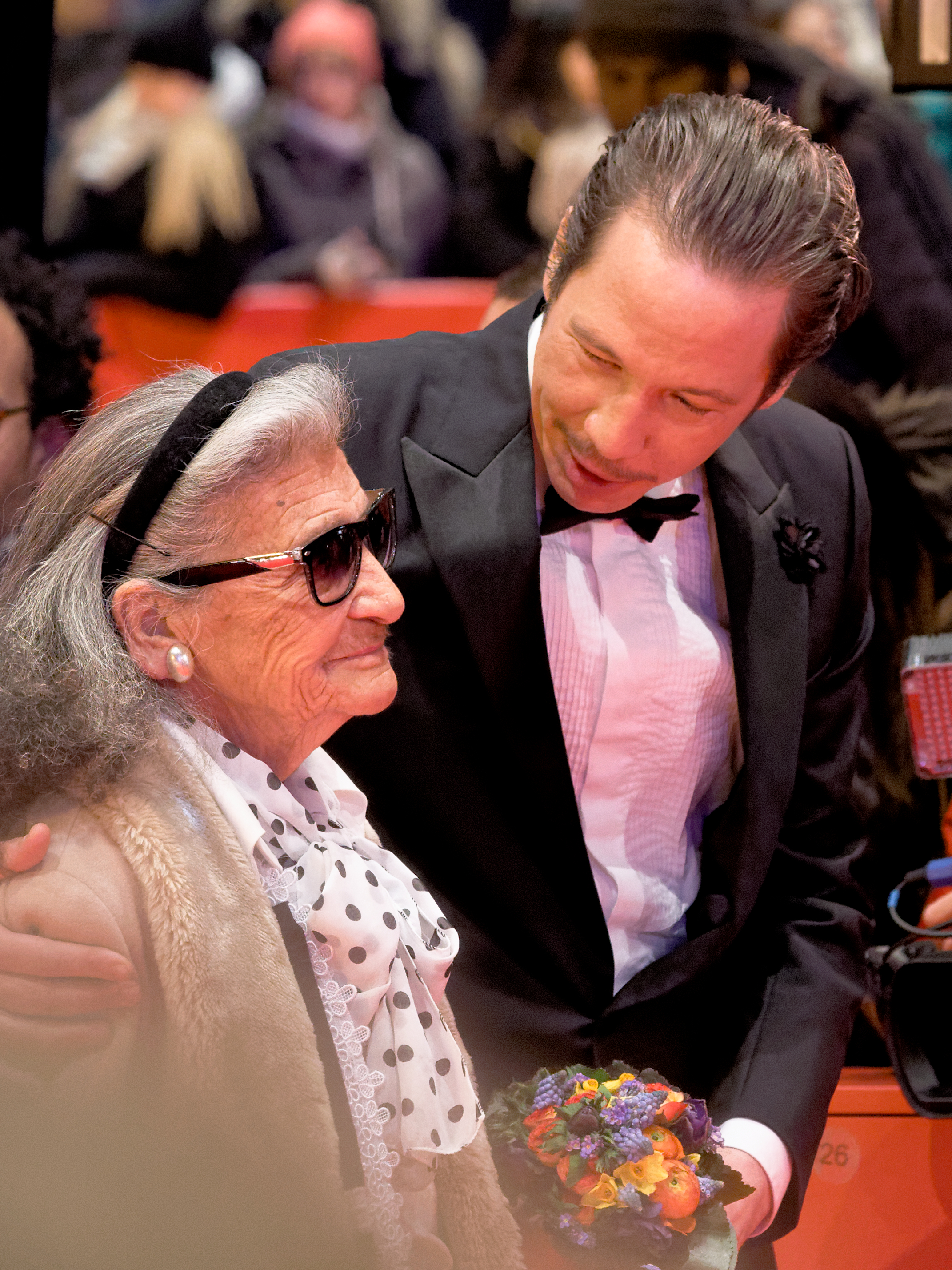
Il protagonista Reda Kateb con l'attrice Bimbam Merstein (la madre del musicista nel film) al festival di Berlino 2017.

Secondo Kenji Fujishima di Slant Magazine, «il difetto principale del film risiede nella sua incapacità di illuminare sia la vita interiore del soggetto che il suo genio artistico», mentre sul New York Times il critico Ben Kenigsberg ha scritto che «il finale ravviva un biopic altrimenti noioso». Altri giudizi negativi sono stati espressi da David Noh di Film Journal International («un film fiacco e vuoto»), Peter Bradshaw di The Guardian («lento e non sincopato») e Glenn Kenny che sul sito RogerEbert.com ha giudicato Django «soprattutto ciò che la musica di Reinhardt non era: svogliato, tetro e tortuoso». Tra le altre recensioni:
- Jordan Mintzer, The Hollywood Reporter: «Questo racconto semi-romanzato suona falso ogni volta che evita la realtà a favore di un intrigo da cappa e spada della seconda guerra mondiale, cercando troppo di stupirci con la trama invece di lasciare che la musica parli da sola».[12]
- Peter Debruge, Variety: «Il film, pur non essendo un biopic particolarmente avvincente o ben raccontato, accresce la necessaria attenzione sulla difficile situazione dei Rom per mano dei funzionari tedeschi (e francesi)».[13]
- Michael Phillips, Chicago Tribune: «Una sceneggiatura più onesta avrebbe potuto supportare il ritratto rilassato e di media efficacia di Reinhardt da parte di Reda Kateb in modo più completo. Così com'è, viene raffigurato come un artista che fluttua attraverso i suoi terribili tempi, vivendo per la musica».[14]
- David Ehrlich, indieWIRE: «Django merita credito per aver rifiutato di adattare il suo soggetto alla camicia di forza di una storia di sopravvivenza e la svolta espressiva di Kateb, per la maggior parte ripresa con primi piani, fornisce alla storia una ricchezza che la scrittura fatica a raggiungere da sola».[15]
- Ed Frankl, The Film Stage: «Colmar dirige senza l'entusiasmante brio del suo protagonista, e la sceneggiatura scritta con Salatko arranca senza i ritmi sincopati del jazz».[16]

## Riconoscimenti
- 2017 – Festival internazionale del cinema di Berlino
  - Candidatura all'Orso d'oro a Étienne Comar
  - Candidatura per la migliore opera prima a Étienne Comar
- 2017 – Philadelphia Film Festival
  - Candidatura all'Archie Award per la migliore opera prima a Étienne Comar
- 2018 – Premio César
  - Candidatura per il miglior attore a Reda Kateb
- 2018 – Premio Lumière
  - Candidatura per il miglior attore a Reda Kateb